# Glanawydan Abbey
Glanawydan Abbey (vielleicht identisch mit Glangragh Abbey – Vallis Caritatis?) war eine kurzlebige ehemalige Zisterzienserabtei im County Waterford in der heutigen Republik Irland. Das ehemalige Kloster lag in Faugheen bei Kilmacthomas im County Waterford.

## Geschichte
Das Kloster wurde entweder 1170 oder zwischen 1195 und 1200 als Tochterkloster von Inislounaght Abbey gegründet und gehörte damit der Filiation der Primarabtei Kloster Clairvaux an. Um 1227 ergab sich, dass das Kloster zu arm war und über zu wenig Mönche und Konversen verfügte, um fortbestehen zu können. Der Visitator Stephan von Lexington entschied daher im Jahr 1228, dass das Kloster mit Dunbrody Abbey vereinigt werden sollte, deren Grangie es 1232 wurde. 1278 kam das ehemalige Kloster mit der Rehabilitation der Linie von Mellifont Abbey an Inislounaght Abbey zurück.

## Bauten und Anlage
Von dem Kloster sind keine Reste erhalten.